# 陳昌鉉
陳 昌鉉（ちん ちゃんひょん、1929年 - 2012年5月13日）は、在日韓国人のヴァイオリン製作者。アメリカヴァイオリン製作者協会 (The Violin Society of America) より「無鑑査ヴァイオリン製作家」の称号を授与され、「東洋のストラディバリ」とも称される。本貫は広東陳氏。

## 生涯
日本統治下の朝鮮南部、慶尚北道金泉郡（現・金泉市）出身。14歳で来日して福岡県で夜間中学を卒業。その後、明治大学英文科を卒業したが、英語教師への道は韓国籍のためかなわなかった。失意の中で聴いた糸川英夫の講演で「名器ストラディバリウスの再現は不可能」という言葉に触れ、以後ヴァイオリン製作を志したという。
1957年、有数の弦楽器生産地であった長野県木曽福島町（現・木曽町）に移り、肉体労働をしながらヴァイオリン製作を独学する。1961年、篠崎弘嗣（桐朋学園教授）との出会いにより、本格的なヴァイオリン製作者への道を歩むこととなり、東京都調布市に工房をひらいた。
1976年、製作したヴァイオリンがアメリカの「アメリカ国際ヴァイオリン・ヴィオラ・チェロ製作者コンクール」において6部門中5部門で金賞を受賞し、一躍名職人として知られる。1984年に、アメリカヴァイオリン製作者協会より「無鑑査製作家」（Hors Concours）の認定と「マスターメーカー」（Master Maker）の称号を授与されている。
2002年、口述筆記による自叙伝『海峡を渡るバイオリン』（河出書房新社）を刊行。この半生記は、2003年に山本おさむ『天上の弦』として漫画化され、2004年にはテレビドラマ化された。また、三友社出版の高校英語教科書に収録された。
青年時代を過ごした木曽福島町の芸術文化振興事業にも寄与し、2005年10月23日に木曽福島町より木曽福島町名誉町民章を授与された（2005年11月1日より木曽町が発足し、木曽町名誉町民となった）。2008年には大韓民国政府より国民勲章無窮花章を授けられている。
2012年5月13日、調布市の自宅にて没（82歳）。